# GEOS
Il GEOS (Graphic Environment Operating System, in italiano "sistema operativo in ambiente grafico") è un sistema operativo su floppy disk prodotto nel 1986 dalla Berkeley Softworks.

## Storia
Fu originalmente concepito per il Commodore 64 al quale per la prima volta forniva un'interfaccia grafica (GUI). Una versione avanzata di GEOS uscì in seguito per il Commodore 128 e l'Apple II. Ci fu anche una versione per il Commodore Plus/4, ma non ebbe molto successo.
L'ultima versione di GEOS (2.0) è uscita nel 1988; la versione di GEOS per l'Apple II è uscita come freeware nell'agosto 2003 seguita nel febbraio 2004 da quella del Commodore 64. Inoltre da GEOS derivò una linea di sistemi operativi per macchine a 16 bit e successive nota come GeoWorks. Nel 2015 il presidente della BreadBox, detentrice dei diritti, morì e la società chiuse. I diritti del GEOS furono in seguito acquistati dalla blueWay.Softworks.

## Caratteristiche
Le sue principali caratteristiche sono:
- Interfaccia "punta e clicca" gestita tramite mouse,
- Funzionalità "drag and drop" (trascinamento) per la copia, stampa, e cancellazione di file,
- Implementazione del WYSIWYG (What You See Is What You Get - quello che vedi è ciò che ottieni),
- Sistema basato su driver, che permette l'utilizzo di nuove periferiche di stampa, puntamento, ecc.

GEOS ricalca da vicino le prime versioni del Mac OS e include un programma di videoscrittura (geoWrite) e un programma di disegno (geoPaint). Per molto tempo è stato fornito dalla Commodore in abbinamento al C64C. Nel periodo di massima diffusione il GEOS è stato il terzo più popolare sistema operativo dietro a DOS e Mac OS.
Fra le altre applicazioni disponibili per GEOS degne di nota sono un programma di desktop publishing (geoPublish) e un foglio di calcolo (geoCalc).
La versione 2.0 comprende il supporto del REU (espansione di memoria per C64).
Tra le caratteristiche di questa ultima versione, combinata con il REU, troviamo:
- Il disk caching,
- L'accesso multiplo a vari tipi di drive,
- Maggiore spazio per le applicazioni,
- Task-switching.

Scritto da un gruppo di programmatori specializzati sull'hardware limitato (console come l'Atari 2600), GEOS riusciva a girare su macchine con soli 64–128kB di RAM e ad una velocità di 1–2 MHz. GEOS 128 sfrutta tutte le potenzialità del C128, come l'espansione RAM, i drive 1571 (5¼") e 1581 (3½") e lo schermo ad alta risoluzione.
Grazie a speciali interfacce di conversione quali geoCable, inoltre, GEOS ha supportato un'enorme varietà di stampanti: RS-232, Centronics HP e l'Apple LaserWriter.

## Applicazioni
Furono prodotti decine di applicazioni ufficiali e di terze parti. I più importanti sono:
- geoBASIC
- geoCable
- geoCalc - foglio di calcolo
- geoChart
- geoDex
- geoFAX
- geoFile
- geoFont
- geoLabel
- geoPaint - programma di disegno
- geoPrint
- geoProgrammer
- geoPublish - programma di desktop publishing
- geoSpell
- geoWrite - word processor
- geoWrite Workshop